# Anopal (wieś)
Anopal (błr. Анопаль; ros. Анополь, Anopol; pol. hist. Annopol) – wieś na Białorusi, w rejonie mińskim obwodu mińskiego, około 25 km na południe od Mińska, nad rzeką Ptyczą. Miejscowość do początku XVIII wieku nazywała się Kropica.

## Historia
Wieś istnieje od co najmniej XIII wieku. Od XV wieku znalazła się w województwie mińskim Wielkiego Księstwa Litewskiego (powiat miński). Po zaborach było to terytorium powiatu mińskiego guberni mińskiej. 15 września 1919 roku wieś weszła w skład gminy Samochwałowicze, która wraz z powiatem mińskim weszła w skład administrowanego przez Zarząd Cywilny Ziem Wschodnich okręgu mińskiego. Po 1920 roku znalazła się w ZSRR, a po 1991 roku – na Białorusi.
Wieś od połowy XIII wieku należała do Chaleckich, Anna Kunegunda Chalecka (1723–1765), wychodząc za mąż za Albrechta Radziwiłła (1717–1790), wniosła mu w posagu m.in. Kropicę. Zmieniono wtedy nazwę części wsi (od imienia małżonki) na Annopol, zgodnie z popularnym w XVIII wieku zwyczajem (sąsiednia wieś nazywa się dzisiaj Krupica i jest siedzibą sielsowietu). Wieś należała do Radziwiłłów do 1883 roku, kiedy Annopol przeszedł na własność Adama Krasińskiego. Ostatnim polskim właścicielem tych dóbr był Jan Tyszkiewicz (1896–1939), mąż Anny Marii Joanny Radziwiłłówny.
Parafia annopolska na przełomie XIX i XX wieku liczyła 4000 osób.

## Dawne zabytki
- W okresie od około 1780 roku do połowy XIX wieku istniał tu drewniany pałac lub dwór wybudowany przez Carla Spampaniego dla Albrechta Radziwiłła, po pożarze w połowie XIX wieku wybudowano tu mniejszy dwór, w którym zgromadzono uratowane meble i liczne dzieła sztuki[3]. Zostały one zniszczone lub rozgrabione w 1917 roku. Nieliczne zabytki wróciły do Polski (gdzie również część została w 1945 roku rozgrabiona)[3].
- Prawdopodobnie w 1776 roku Albrecht Radziwiłł ufundował tu modrzewiowy kościół pw. św. Anny (ponoć drewniany kościół istniał tu od XII wieku[5]). W podziemiach tego kościoła znajdowały się m.in. grobowce członków linii annopolskiej rodziny Radziwiłłów. Kościół został rozebrany w 1908 roku[5], aby ustąpić miejsca nowemu, murowanemu, który jednak – z powodu rewolucji październikowej – mimo wysiłków proboszcza ks. Józefa Zelby, nie zdążył być wybudowany.

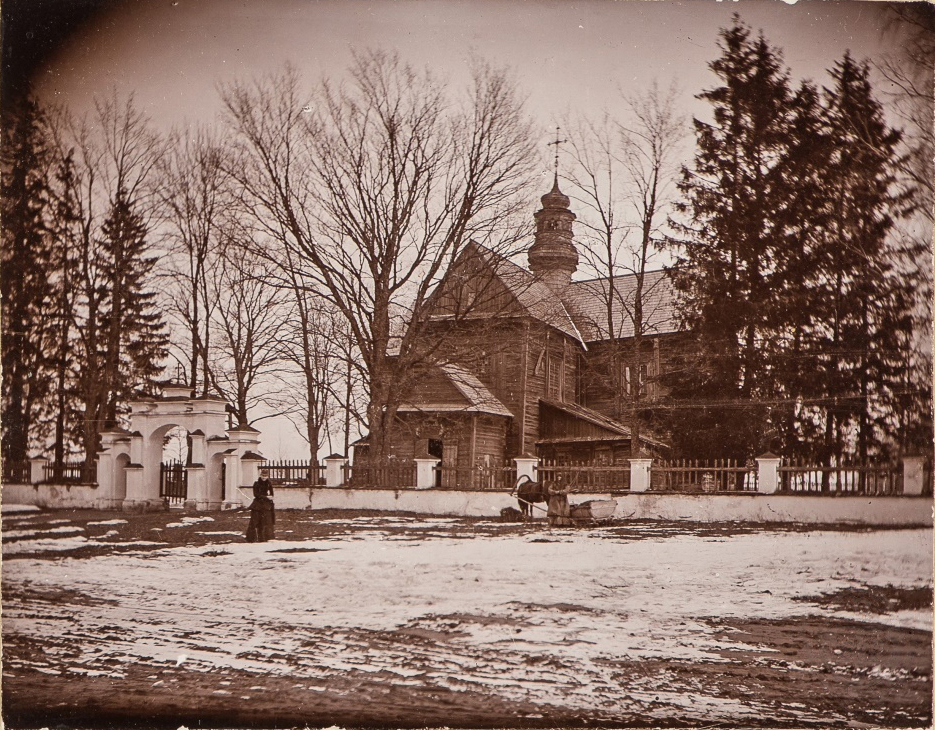
Kościół św. Anny w 1891 roku